# Puits d'appréciation
 (janvier 2014).
Sa qualité peut être largement améliorée en utilisant un vocabulaire plus directement compréhensible.
Un puits d'appréciation est dans le domaine de la recherche pétro-gazière le nom donné au forage qui suit l'étape d'un forage exploratoire (puits d’exploration).
Ce puits a pour objet de tester un prospect (une zone où l'on suppose la présence d'hydrocarbures) afin d'en évaluer plus précisément le potentiel pétrolier et/ou gazier. Il s'agissait autrefois de forages terrestres, mais ils sont également de plus en plus pratiqués en offshore.
Un test de production permet d'abord de confirmer les capacités à produire du réservoir et d'en évaluer le débit (naturel ou forcé).

## Tendance, prospective
Face à la raréfaction des gisements rentables d'hydrocarbures dits conventionnels, les pétroliers doivent se tourner vers les hydrocarbures non conventionnels plus profonds, en « offshore » profond ou en moindre volumes en bordure d'anciens gisements dans des structures géologiques marginales (de taille limitée). Ces hydrocarbures sont souvent plus coûteux à extraire ou de moins bonne qualité. Plus le réservoir est a priori de petite taille, plus le puits d'exploration et les puits d'appréciation complémentaires risquent de compromettre la viabilité économique des « petits » gisements.
Pour cela, les opérateurs doivent de plus en plus souvent forer plusieurs puits horizontaux à partir d'un puits d'appréciation, généralement en utilisant la technique du forage dirigé et en progressant précautionneusement (grâce à l'observation et à l'analyse des boues et des débris de forage (« cuttings »,) qu'elle contient) afin éviter un accident de pression de type « Blowout ».
Les gisements doivent être « multifracturés »  naturellement (c'est-à-dire sans fracturation) ou artificiellement (par la fracturation hydraulique. Sans cela la roche ne peut « produire » de manière rentable les hydrocarbures recherchés.
Ces puits étaient autrefois terrestres, et sont de plus en plus souvent offshore, c'est-à-dire forés dans les fonds marins.

## Information
Pour des raisons géopolitiques, de spéculation ou par crainte de la concurrence, les groupes pétroliers ne révèlent pas toutes leurs estimations ou découvertes.
« La fiscalité  est un facteur très important dans la présentation des résultats d'exploration et de production. Dans certains pays, il est préférable de présenter un puits d'appréciation ou de développement comme un puits d'exploration. Dans d'autres (dont la France), il est préférable de couper un champ en plusieurs unités et une extension sera présentée comme un nouveau champ.Il est ainsi très difficile d'avoir sur l'activité exploration-production des données comparables suivant les pays ».
Un gisement de pétrole peut aussi en fin de vie devenir un gisement de gaz car quand des investissements important ont été faits pour les puits, en offshore notamment, et que le champ s'épuise, il devient intéressant de récupérer des ressources quelques années plus tôt considérées comme négligeables. « Ce qui explique un certain renouveau de tous les grands champs vers leur fin de vie: ainsi le champ de Brent est devenu un champ de gaz ».